# Julien Canal
Julien Canal (Le Mans, 15 de julio de 1982) es un piloto de automovilismo francés.
En 2012, ingresó al Campeonato Mundial de Resistencia de la FIA con el equipo Larbre Compétition.

## Biografía
Tras sus inicios en el karting, Julien Canal se inició en monoplazas en 2003 en el Campeonato de Francia de Fórmula Renault y en la Eurocopa Fórmula Renault 2.0. Participó en estos dos campeonatos durante cuatro temporadas sin ninguna victoria y se convirtió en piloto de Gran Turismo a partir de 2007. Ingresó a la Porsche Carrera Cup France y al Campeonato Francés FFSA GT en el que ganó tres carreras en 2008 y 2010.
Desde 2010 participa en las carreras de resistencia de las Le Mans Series, American Le Mans Series y FIA World Endurance Championship.

## Palmarés
- Campeonato Francés FFSA GT
  - Una victoria en 2008 en Spa con Laurent Cazenave en un Chevrolet Corvette C5-R de DKR Engineering
  - Dos victorias en 2010 en Nogaro y Val de Vienne con Gérard Tonelli en un Graff Racing Chevrolet Corvette C6
  - Campeón en parejas con Graff Racing en 2010

- Le Mans Series
  - Victoria en la categoría GT1 en las 8 Horas de Le Castellet en 2010

- 24 Horas de Le Mans
  - Ganador de la categoría GT1 en 2010 sobre una Saleen S7R de Larbre Compétition
  - Ganador de la categoría GTE Am en 2011 y 2012 en un Larbre Compétition Chevrolet Corvette C6.R

- Campeonato Mundial de Resistencia de la FIA
  - Campeón por equipos en la categoría GTE Am en 2012 con Larbre Compétition
  - Cuatro victorias en 2012 en las 24 Horas de Le Mans, 6 Horas de São Paulo, 6 Horas de Fuji y 6 Horas de Shanghai
  - Ganador de las 6 Horas de Silverstone, 6 Horas de Spa-Francorchamps LMP2 2014.